# Xã Burlington, Quận Bradford, Pennsylvania
Xã Burlington (tiếng Anh: Burlington Township) là một xã thuộc quận Bradford, tiểu bang Pennsylvania, Hoa Kỳ. Năm 2010, dân số của xã này là 791 người.